# Zygmunt Golczyk
Zygmunt Golczyk (ur. 16 kwietnia 1921 w Schafstädt, zm. 17 czerwca 1971 w Stalowej Woli) – oficer aparatu bezpieczeństwa PRL.

## Życiorys
Syn Józefa i Józefy. W latach 1924–1946 przebywał z rodziną we Francji, gdzie od 1936 działał w CGT, utrzymywał kontakty z FPK, podczas okupacji działacz komunistycznego ruchu oporu, członek organizacji Wolni Strzelcy i Partyzanci Francuscy, a w 1945 Organizacji Pomocy Ojczyźnie. Od 1946 w PPR. 
Od 9 października 1946 młodszy referent, a od 15 lutego 1947 referent PUBP w Kościerzynie, w lutym 1947 podczas pościgu za działaczami antykomunistycznego podziemia został kontuzjowany. Od 10 września 1947 starszy referent Referatu I PUBP w Kościerzynie, od 1 lutego 1948 p.o. zastępcy szefa, a od 1 grudnia 1948 zastępca szefa PUBP w Kościerzynie. Od 15 listopada 1949 zastępca szefa i p.o. szefa PUBP w Lęborku, od 1 lutego 1951 szef PUBP w Lęborku, 1 października 1951 przeniesiony do Przemyśla na analogiczne stanowisko. 
W latach 1954–1956 słuchacz dwuletniego kursu przeszkolenia oficerów BP w Warszawie, od 1 września 1956 kierownik Delegatury Komitetu ds. Bezpieczeństwa Publicznego w Stalowej Woli, od 1 stycznia 1957 zastępca komendanta miejskiego MO ds. Bezpieczeństwa w tym mieście. Od 1 kwietnia 1967 do 31 sierpnia 1969 I zastępca komendanta miejskiego MO ds. SB w Stalowej Woli.

## Awanse
- Chorąży (1948)
- Podporucznik (1949)
- Kapitan (1954)
- Major (1959)
- Podpułkownik (1969)

## Odznaczenia
- Krzyż Kawalerski Orderu Odrodzenia Polski (1964)
- Złoty Krzyż Zasługi (1958)
- Srebrny Krzyż Zasługi (1954)
- Brązowy Medal Za zasługi dla obronności kraju (1967)
- Brązowa Odznaka W Służbie Narodu (1956)
- Srebrna Odznaka W Służbie Narodu (1967)